# Hervé Abalain
Pour les articles homonymes, voir Abalain.
 (février 2017).
Si vous disposez d'ouvrages ou d'articles de référence ou si vous connaissez des sites web de qualité traitant du thème abordé ici, merci de compléter l'article en donnant les références utiles à sa vérifiabilité et en les liant à la section « Notes et références ».
Hervé Abalain, né le 24 juin 1934 à Henvic et mort le 21 août 2014 à Brest, est un linguiste français.
Professeur émérite à l'université de Bretagne-Occidentale et membre du Centre de recherche bretonne et celtique de Brest, il a rédigé plusieurs ouvrages sur la Bretagne et les pays celtiques.

## Biographie
Hervé Abalain obtient une licence d’anglais à l’Université de Rennes en 1958. Il enseigne au lycée Charles de Foucault à Brest de 1958 à 1970. Il réussit le CAPES en 1965 et l’agrégation en 1969. Il consacre une thèse de troisième cycle à Elizabeth Gaskell. Il soutient sa thèse d’État en 1979, sous la direction de M.T. Jones-Davies Sir John Suckling (1609-1642). Poète cavalier. Il est nommé assistant (1970-74) puis maître-assistant (1974-81) d’anglais à la Faculté des Lettres de Brest, et enfin professeur des universités en 1981, jusqu'à son départ à la retraite en 1999.
Il est inhumé au cimetière d'Henvic.

## Œuvres
- Destin des langues celtiques, Ophrys, 1989
- Histoire du Pays de Galles, Éditions Jean-Paul Gisserot, 1992
- Histoire des langues celtiques, Jean-Paul Gisserot, 1998
- Histoire de la langue bretonne, Jean-Paul Gisserot, 2000
- Les noms de lieux bretons, Jean-Paul Gisserot, 2000
- Les noms de famille bretons, Jean-Paul Gisserot, 2e édition 2000
- Le Pays de Galles, identité, modernité, Armeline, Crozon, 2000,  (ISBN 2-910878-07-4)
- Les Celtes, Armeline, Crozon, 2001.
- Destin des langues celtiques, Ophrys, 2002
- Pleins feux sur la langue bretonne, Coop Breizh, 2004
- Le français et les langues historiques de la France, Paris, éd. Jean-Paul Gisserot, février 2007, 317 p. (ISBN 978-2-87747-881-6, lire en ligne)
- Les Mannois et l'île de Man, collection "Peuples en Péril", volume 5, Crozon, Armeline, 2010.  (ISBN 978-2-910878-42-9)